# Turingtest

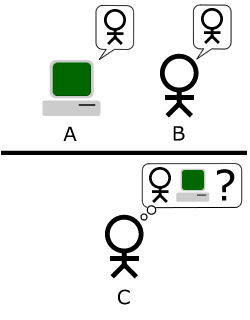
Schematische weergave van de "standaard interpretatie" van de turingtest, waarbij speler C, de ondervrager, de taak heeft om te achterhalen wie van zijn tegenspelers - A of B - de computer dan wel de mens is. De ondervrager mag hierbij slechts gebruikmaken van de geschreven antwoorden van de tegenspelers.

De turingtest is een experiment, beschreven door Alan Turing in 1936, en nader uitgewerkt in zijn artikel Computing Machinery and Intelligence (1950) om licht te werpen op de vraag of een machine menselijke intelligentie kan vertonen.
Het artikel opent als volgt: "Ik stel voor om de vraag te beschouwen: kunnen machines denken? Dit moet beginnen met definities van de begrippen machine en denken."  Dat is moeilijk, schrijft Turing. "In plaats van te proberen zo'n definitie te geven zal ik de vraag vervangen door een andere, die er nauw verwant mee is en uitgedrukt wordt in betrekkelijk eenduidige termen."  Vervolgens stelt hij het Imitatiespel voor, dat sindsdien de turingtest wordt genoemd:
In het imitatiespel chat een ondervrager met een man en een vrouw. De man moet zich voordoen als vrouw en de vrouw moet trachten te bewijzen dat de man een bedrieger is. Hierbij is nog geen computer betrokken. De eerste opdracht van de ondervrager is om te achterhalen wie de vrouw is en wie de bedrieger. Daarna wordt de computer in de test gebracht. Deze moet de rol van de man overnemen. Een computer slaagt voor de turingtest wanneer het voor de ondervrager niet gemakkelijker wordt om de bedrieger te ontmaskeren. Het is bij de test van belang dat de omstandigheden zodanig zijn dat het om intelligentie gaat en niet om andere eigenschappen zoals uiterlijke verschijning; daarom stelt Turing voor om de ondervraagden elders te plaatsen en als enige communicatievorm het uitwisselen van getypte tekst toe te staan, via "teletype"-machines, het tegenwoordige chatten.
Het artikel is gewijd aan de vraag of zo'n machine inderdaad gemaakt zou kunnen worden, en wat de belangrijkste moeilijkheden zouden kunnen zijn.  Turing concludeert dat hij geen enkele onoverkomelijke moeilijkheid ziet, behalve misschien paranormale gaven.

## Feitelijke experimenten
Een bekend voorbeeld van een computerprogramma waarmee een mens kan chatten is ELIZA, ontwikkeld in 1964-1966 door Joseph Weizenbaum, een onderzoeker van kunstmatige intelligentie aan het MIT.  Het kan via eenvoudige scripts worden geprogrammeerd; een script herkent bepaalde trefwoorden in de laatste zin van de spreker en vult dit in in standaard-antwoordzinnetjes.  Het bekendste script, doctor, bootst een rogeriaanse psycholoog na.
Weizenbaum schrijft dat zijn secretaresse hem na enkele sessies met het programma vroeg om de kamer te verlaten, omdat het gespreksonderwerp te persoonlijk werd.  Ook zeiden verschillende psychologen hem dat ze het denkbaar achtten dat hun functie door zo'n programma kan worden overgenomen.
Vanaf de jaren 80 brak het chatten via computers op grote schaal door.  De eerste grootschalige chatomgeving op het internet was IRC (vanaf 1988).  Daar worden al vanaf het begin  chatbots ingezet, computerprogramma's die als gebruiker in een sessie aanwezig zijn en reageren als ze aangeschreven worden of op conversatie tussen anderen.  Meestal zijn ze geprogrammeerd voor een specifieke functie, bijvoorbeeld hulp met toegangscontrole, vraagbaak voor het besproken onderwerp, of hulp met het spelen van een spelletje.  Het komt wel voor dat zo'n programma per vergissing even voor een mens wordt aangezien.  Daarnaast zijn doelbewuste pogingen gedaan programma's te schrijven die niet van menselijke gebruikers te onderscheiden zijn.
Tijdens de Loebner Prize, een jaarlijkse wedstrijd, worden chatbots aan de turingtest onderworpen. De persoon die de  machine het meest menselijk laat lijken wint daarbij een geldprijs.

## Commentaar
De turingtest heeft veel commentaar uitgelokt.  Veel ervan komt erop neer dat het perfect nabootsen van intelligent menselijk gedrag niet hoeft te betekenen dat de nabootser zelf intelligent is, omdat er misschien geen werkelijk begrip aan te pas komt.  Turings artikel zelf doet hier geen uitspraak over.  Het bekendste voorbeeld van zulk commentaar is het artikel "Minds, brains and programs" (1980) van John Searle, dat een tegen-experiment voorstelt: de Chinese kamer.